# Castellania Coppi
Castellania Coppi är en ort och kommun i provinsen Alessandria i regionen Piemonte i Italien. Kommunen hade 89 invånare (2018).
Kommunen byte namn den 31 maj 2019 från Castellania till Castellania Coppi inför 100-årsminnet av Fausto Coppis födelse i Castellania.